# Taśmy okrężnicy

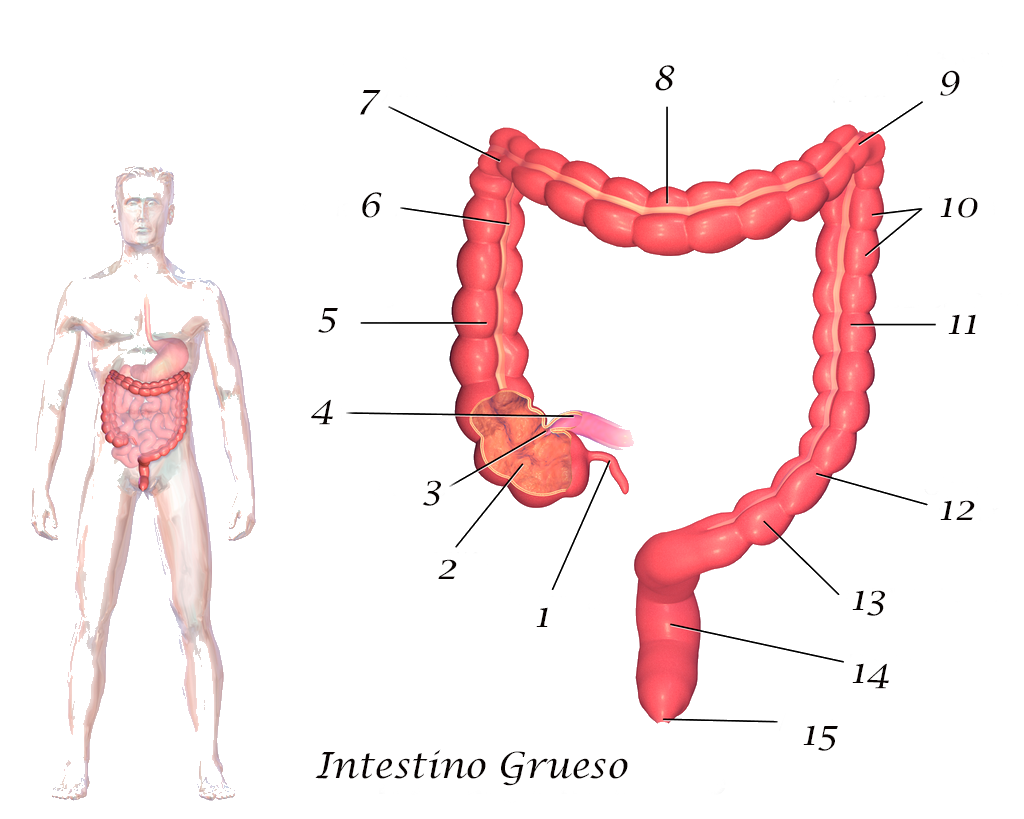
Jelito grube. Taśmy okrężnicy oznaczono nr 6.

Taśmy okrężnicy (taeniae coli s. teniae coli) – struktury anatomiczne w obrębie jelita grubego, dokładniej zaś okrężnicy.
Taśmy okrężnicy są to struktury podłużne. Rozpoczynają się w okolicy wyrostka robaczkowego, skąd rozbiegają się na okrężnicę wstępującą. Następnie biegną w równych od siebie odległościach poprzez kolejne odcinki jelita grubego, aż osiągną odbytnicę. Na esicy poszerzają się one stopniowo. W końcu przechodzą w równomiernie rozmieszczoną mięśniówkę odbytnicy – zanikają na proksymalnym jej fragmencie.
Wyróżnia się 3 taśmy okrężnicy:
- taśma swobodna (tenia libera) – w obrębie okrężnicy wstępującej i zstępującej przebiega ona na przedniej powierzchni jelita, w poprzecznicy zaś na wolnym jej brzegu. Pomiędzy zstępnicą a esicą przebieg nie zmienia się zbytnio.
- taśma krezkowa (tenia mesocolica) – w obrębie okrężnicy wstępującej i zstępującej przebiega ona na tylnej powierzchni jelita, od strony przyśrodkowej, w poprzecznicy zaś z tyłu, gdzie łączy się z nią krezka poprzecznicy. Pomiędzy zstepnicą a esicą przebieg nie zmienia się zbytnio.
- taśma sieciowa (tenia omentalis) – w obrębie okrężnicy wstępującej i zstępującej przebiega ona na tylnej powierzchni jelita, od strony bocznej, na poprzecznicy zaś zajmuje górny jej brzeg, gdzie przyczepia się sieć większa, dokładniej zaś więzadło żołądkowo-okrężnicze. Pomiędzy zstepnicą a esicą przebieg nie zmienia się zbytnio.

Podczas analizowania topografii taśm zwraca uwagę ich skręt. Stanowi on efekt obrotu pętli pępkowej w trakcie rozwoju wenątrzmacicznego.
Taśmy okrężnicy buduje tkanka mięśniowa gładka. Powstają z warstwy podłużnej mięśniówki ściany jelita. Pomiędzy nimi jest ona zredukowana do cienkiej warstewki o grubości 1 mm, w taśmach zaś gruba jest na 0,5–1 cm.